# Аносин Борисоглебский монастырь
Борисоглебский Аносин монастырь (Аносина пустынь) — ставропигиальный женский монастырь в деревне Аносино Истринского района Московской области, в 7 км от города Дедовска. Основан 25 июня 1823 года княгиней Авдотьей Мещерской, родной тёткой поэта Фёдора Тютчева. Назван в честь русских князей и святых страстотерпцев Бориса и Глеба, в память о покойном муже основательницы князе Борисе Ивановиче Мещерском.
С 1927 года и весь дальнейший советский период был закрыт. Возвращён Русской православной церкви в 1992 году. В качестве монастыря вновь начал действовать с 29 декабря 1999 года. В монастыре проживают 25 монахинь и работают около 60 трудников. При монастыре прошли последние месяцы жизни русского поэта и исполнителя Владимира Волкова.

## История

### Богадельня и общежитие
История монастыря восходит к 1810 году, когда княгиня Евдокия Николаевна Мещерская на свои средства заказала строительство Троицкой церкви, при которой была создана община из числа крепостных. В 1820 году княгиня открыла при храме богадельню. 17 апреля 1823 года богадельня реорганизована в Борисо-Глебское женское общежитие. Перед этим Евдокия Николаевна подала императору прошение об обращении общежития в монастырь с приложением планов существующих на его территории зданий и указав те, которые собиралась выстроить за свой счёт.

### Основание монастыря
Указ императора Всероссийского Александра I об обращении Борисо-Глебского общежития в монастырь и поступлении в него учредительницы Евдокии Николаевны Мещерской вышел 25 июня 1823 года. 13 сентября того же года княгиня была пострижена в монахини под именем Евгении и стала первой игуменьей монастыря. В строительной и наставнической деятельности она руководствовалась советами митрополита Московского и Коломенского Филарета, с которым вела регулярную переписку.
В январе 1832 года из-за болезни и конфликтов с казначейшей монастыря Серафимой игуменья Евгения передала ей управление монастырем и по благословению Филарета отправилась в паломничество. Вернувшись 19 сентября 1832 года в Москву, получила от митрополита письмо с предложением вновь принять управление монастырём «к утешению всех там пребывающих». Ответив согласием, 24 сентября 1832 года Евгения вернулась в Борисоглебский монастырь.
3 февраля 1837 года игуменья Евгения умерла, её тело положили в простой дубовый гроб, заранее ею приготовленный, и перенесли в больничную церковь Св. великомученицы Анастасии Узорешительницы, а оттуда в Троицкий собор. Похоронили первую настоятельницу с северной стороны Троицкого собора около Борисоглебского придела.

### Период расцвета

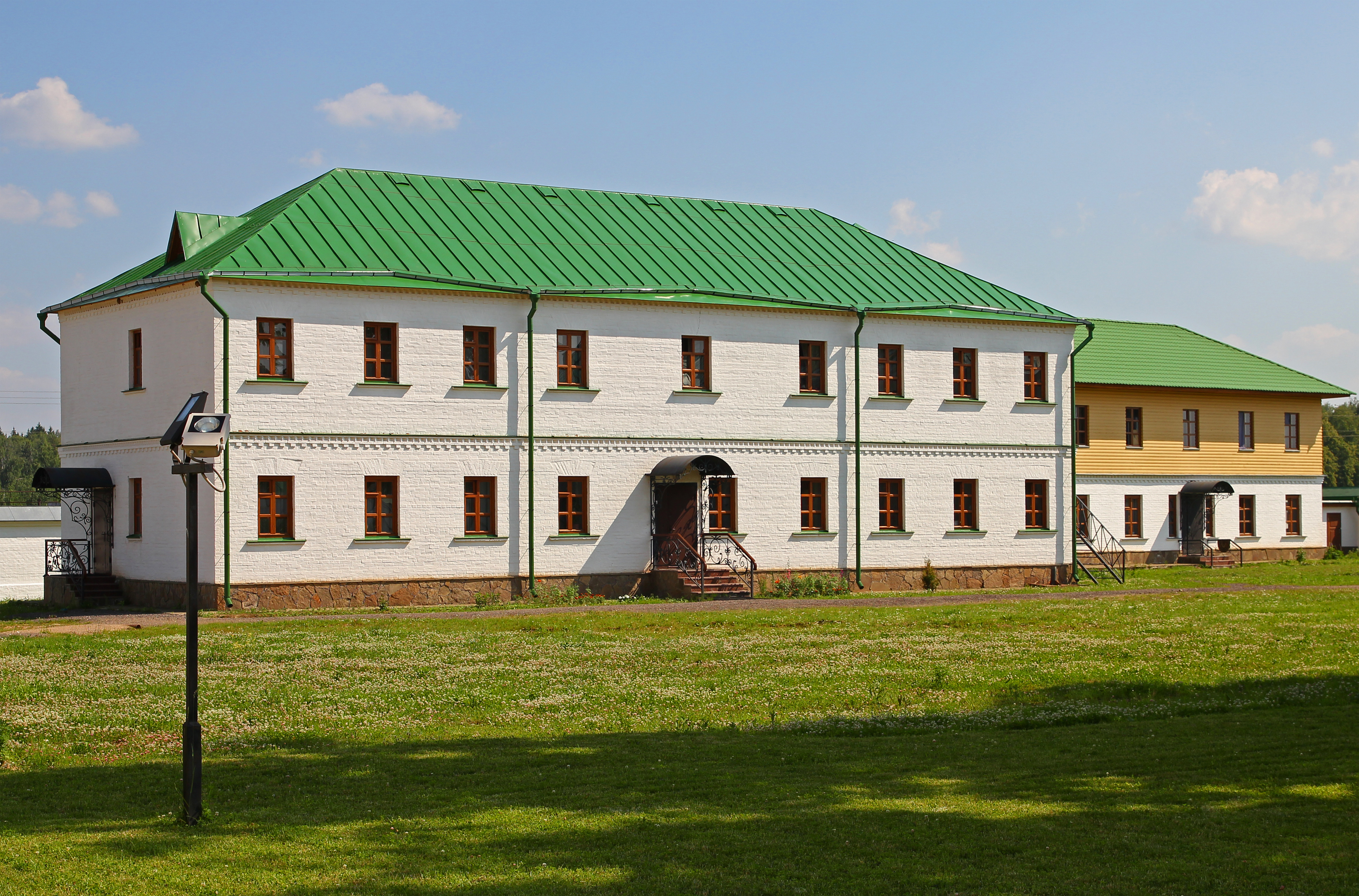
Один из келейных корпусов

Несмотря на то, что само село Аносино оставалось небольшим (по данным 10 ревизии 1858 года в селе Борисоглебское-Аносино Павловской волости Звенигородского уезда находилось всего 26 крестьянских дворов), расположенный в нём Борисоглебский Аносин женский монастырь был столь знаменит своим укладом и духовными подвигами, что современники называли его «женской Оптиной пустынью». В монастыре строго соблюдался общежительный устав преподобного Феодора Студита: утреннее правило в половине четвёртого часа ночи, затем обедня, послушания, повечерие, всенощная. Все монахини были обязаны присутствовать в храме во время службы, запрещалось стряпать в кельях, ходить из кельи в келью без благословения. Мирским людям, даже ближайшим родственникам монахинь, вход в обитель был строжайше запрещен.
Духовниками и исповедниками аносинских сестёр с 1856 года были иеромонахи Зосимовой пустыни. Монастырь имел гостиницу для богомольцев и подворье в Москве. В Аносинскую обитель приезжали погостить епархиальные архиереи, для них был построен специальный дом в саду.
Славу Аносинскому монастырю приносила и хозяйственная деятельность. Перенимать опыт земледелия, животноводства и ремесел приезжали сюда со всей империи.
Монастырь сумел просуществовать десять лет после революции. Здесь по-прежнему ревностно соблюдался монастырский устав. 18 сентября 1923 года в присутствии многих гостей из Москвы было торжественно отмечено 100-летие монастыря.

### Закрытие и разрушение
В 1927 году монастырь был официально закрыт, а на его месте организована первая сельскохозяйственная коммуна. Но, как говорят очевидцы, просуществовала она до тех пор, пока не опустели монастырские амбары.
Последняя в XX веке торжественная церковная служба в Аносине состоялась на День Святой Троицы в 1928 году. 7 июня 1928 года игуменья Алипия и последние шесть монахинь были арестованы и привезены в Секретно-оперативное управление ОГПУ при СНК СССР, а впоследствии подвергнуты высылке.
В церкви Димитрия Ростовского у Святых ворот монастыря долгое время размещалась машинно-тракторная станция. На территории монастыря также действовал один из отделов Московского областного краеведческого музея, организованного в 1919 году.
К концу XX века от исторических зданий сохранились только монастырские стены, руины главного храма, часть надвратной церкви и хозяйственных построек.

### Открытие и восстановление
В августе 1992 года оставшиеся от монастыря строения и более 100 гектаров прилегающей земли переданы Московскому патриархату, до 1999 года на территории бывшей обители располагалось Патриаршее подворье.
29 декабря 1999 года постановлением Священного синода Русской православной церкви Патриаршее подворье преобразовано в женский монастырь со статусом ставропигии. Силами монахинь и трудников восстановлен главный Троицкий собор и надвратная церковь Димитрия Ростовского. Организовано деревообрабатывающее производство и ферма.
До возрождения родной обители дожила лишь одна из бывших послушниц Борисоглебского Аносина монастыря схимонахиня Анна (Теплякова). Две бывшие монахини Борисоглебского Аносина монастыря в 2000-х годах прославлены в Соборе святых новомучеников и исповедников Российских в качестве преподобномучениц — Дария (Зайцева), расстрелянная на Бутовском полигоне в 1938 году, и Татиана (Фомичёва), принявшая смерть в заключении в период репрессий.

## Архитектура
Архитектурный комплекс Борисоглебского Аносина монастыря сложился в основном в первой половине XIX века. Сначала настоятельница монастыря матушка Евгения, в миру княгиня Авдотья Мещерская, выстроила на свои средства церковь Живоначальной Троицы (1810—1812 годы), которая с 1823 года стала главным храмом монастыря. Затем вокруг Троицкой церкви, получившей статус собора, были поставлены ещё два храма: церковь Святого Димитрия Ростовского и церковь Святой великомученицы Анастасии Узорешительницы.
Правильный четырёхугольник монастырской территории по всему своему периметру обнесен невысокой кирпичной стеной с декоративными машикулями. По углам ограды стоят четыре башни с конусообразными кровлями. Ворота главного въезда в монастырь — поздние, в ложновизантийском характере. На территории, помимо трёх храмов, также располагались больничный корпус с приютом, кельи, трапезная, мастерская, хлебные амбары, другие жилые и хозяйственные постройки, вырыто два пруда для разведения рыбы. Ограда, кельи и другие службы монастыря были перестроены во второй половине XIX века на средства П. Г. Цурикова, благодетеля Саввинского скита.

### Троицкий (Борисоглебский) собор

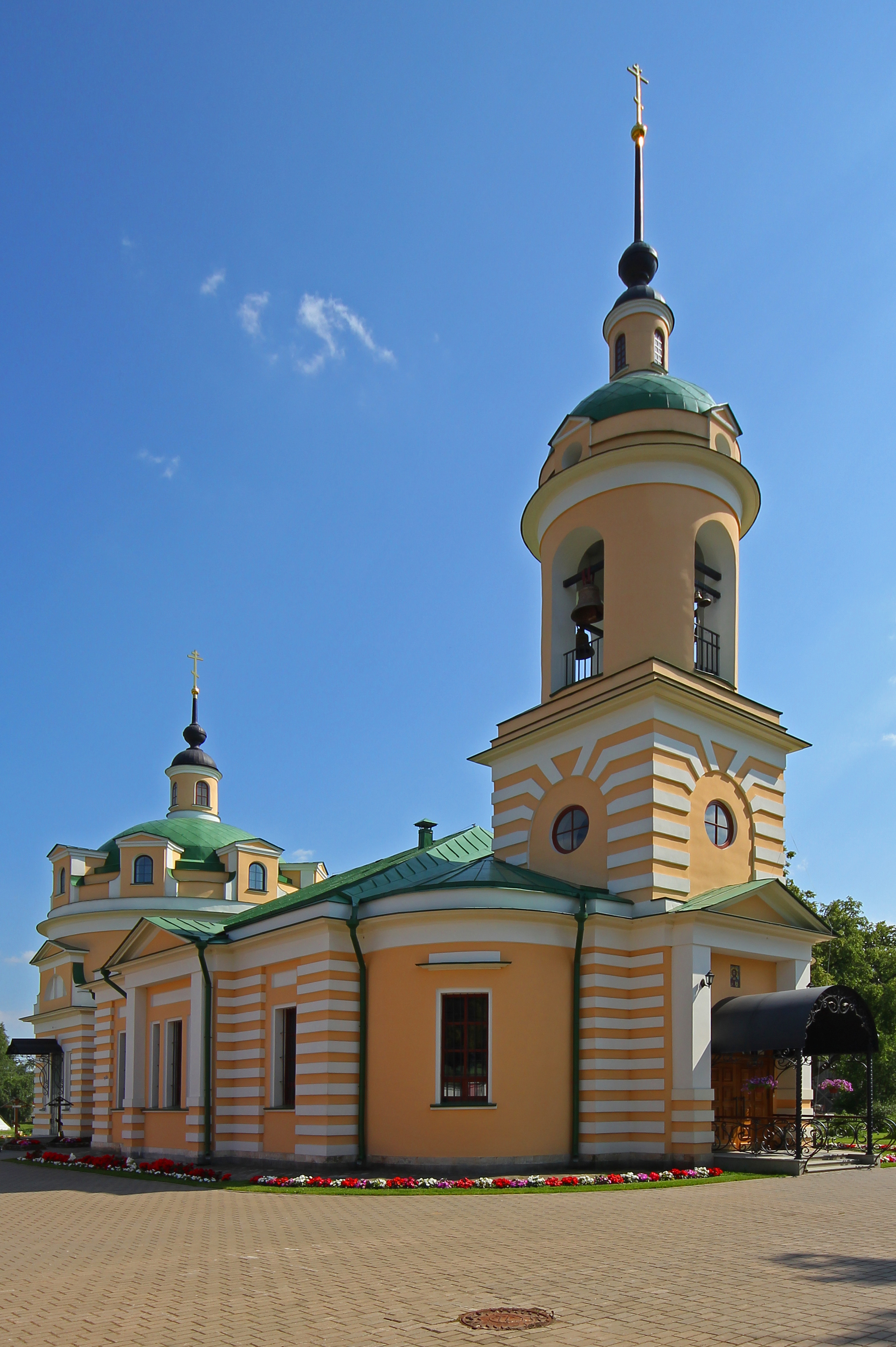
Троицкий собор

Троицкий собор, известный также по наименованию одного из приделов под именем Борисоглебский, сооружён в 1810—1812 годах в стиле зрелого классицизма, близкий казаковской школе. Двусветная ротонда храма покрыта куполом с лёгким деревянным фонариком и венцом люкарн. Оштукатуренные фасады рустованы, сандрики и карнизы выполнены из белого камня. Храм имеет два придела: Тихвинской иконы Божией Матери и святых страстотерпцев Бориса и Глеба (в память о почившем супруге князе Борисе Мещерском). Храм и трапезная соединены между собой коротким переходом, над западной папертью поднимается стройная колокольня, завершённая цилиндрическим ярусом звона. В 1863—1867 годах трапезная подвергалась перестройке, а в 1930-х годах вместе с колокольней была разобрана. В XX веке собор был частично разрушен, полностью восстановлен и вновь освящён в 2006 году.
- 1813—1815 — свящ. Петр Григорьев
- 1815—1817 — свящ. Иероним Михайлов
- 1817—1824 — свящ. Федор Лукьянов
- 1824—1830 — свящ. Петр Лаврентьев
- 1830 — после 1850 — свящ. Василий Иванович Зверев (ок. 1785—?)
- к 1860—1883 — свящ. Дмитрий Сергеевич Левитский (1824—1883)
- 1883—1891 — свящ. Александр Матвеевич Смирнов (1822—1896)
- 1891—1900 — свящ. Иван Иосифович Бобцов (1853 — после 1926)
- 1900—1902 — прот. Сергей Егорович Скворцов (1835—1902)
- 1902—1919 — прот. Василий Петрович Страхов (1852—1919)
- до 1927 — свящ. Александр Васильевич Лавров (1870—?)

### Церковь Димитрия Ростовского
В 1824 году на территории монастыря у Святых ворот был построен храм Святого Димитрия Ростовского, небольшая бесстолпная церковь в стиле ампир с характерными для этого времени большими арочными окнами над северным и южным входами и угловыми рустованными пилонами. Церковь Димитрия Ростовского встроена в линию монастырской ограды и использовалась как приходская церковь, поскольку вход для мирян на остальную территорию монастыря был запрещён. Церковь сильно пострадала от времени и переделок, но сохранила ампирную обработку. В начале XXI века была завершена её реставрация.

### Церковь Анастасии Узорешительницы
В 1828—1829 годах при монастырской больнице построен храм Св. великомученицы Анастасии Узорешительницы. Назван в честь небесной покровительницы княжны Анастасии Озеровой — единственной дочери Евдокии и Бориса Мещерских. Церковь часто перестраивалась, а в советский период здание было окончательно утрачено. С 2009 года церковь строится на новом месте.

## Визиты Предстоятеля
- В июне 2006 года Патриарх Московский и всея Руси Алексий II совершил освящение восстановленного Троицкого собора при Борисоглебском Аносином монастыре[5].
- В апреле 2009 года Патриарх Московский и всея Руси Кирилл I в Великий вторник Страстной седмицы совершил вечернее богослужение и обратился со словами проповеди к насельницам обители и многочисленным богомольцам. Настоятельница монастыря монахиня Мария (Солодовникова) познакомила Его Святейшество с историей обители и рассказала о первой настоятельнице игуменьи Евгении (Мещерской)[5].

## Настоятельницы
- 1823—1837 — Евгения (Мещерская)
- 1837—1854 — Анастасия (Комарова)
- 1854—1875 — Евгения (Озерова)
- 1875—1879 — Рафаила (Ровинская)
- 1879 — ок. 1918 — Иоанна (Макарова)
- ок. 1918—1928 — Алипия (Ташева), в схиме Евгения[6]* с 6 октября 2005 года — игуменья Мария (Солодовникова)